# Cosmographia (Себастьян Мюнстер)

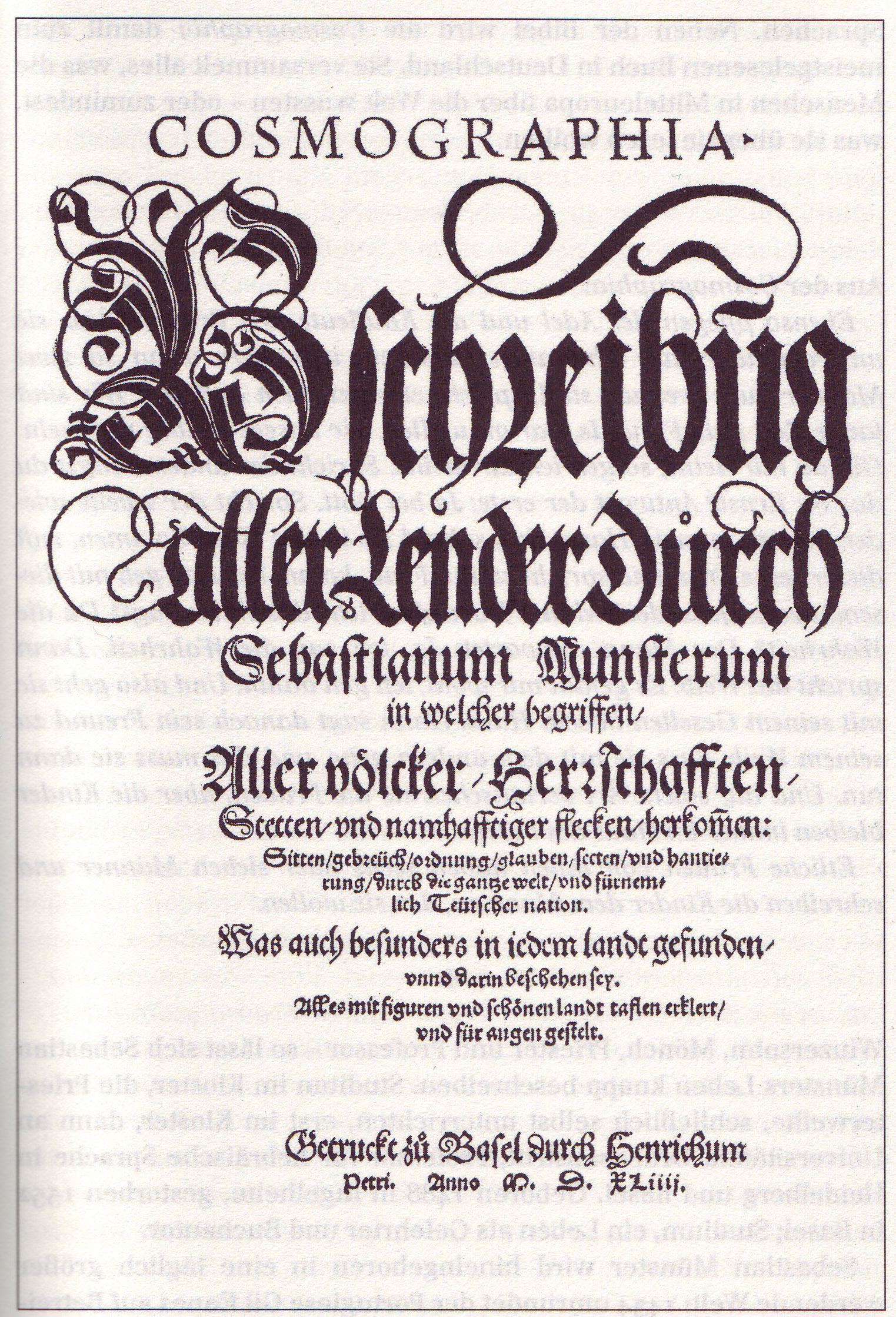
Перша сторінка "Космографії"

«Cosmographia» («Космографія») — ґрунтовна праця видатного німецького вченого, францисканського монаха Себастьяна Мюнстера. Вийшла друком 1544 р. Серед різноманітних історико-географічних даних, книга містила багато гірничої інформації. Розглядались питання видобутку й збагачення корисних копалин, наводились конструкції підйомних, водовідливних, вентиляційних і збагачувальних машин, рушієм яких слугував водний потік. Мюнстер, не маючи професійних знань у гірничій галузі, спирався на праці античних авторів і своїх сучасників (значною мірою на роботи Ґ. Аґріколи), про що шляхетно повідомив читачів. Свідченням великого успіху «Космографії» було 24 перевидання цієї праці впродовж одного століття, як мовою оригіналу (німецькою), так і в перекладах латиною, чеською, французькою, італійською та англійською мовами. Серед ілюстраторів книги були такі видатні майстри, як Ганс Гольбейн, Урс Граф, Давид Кандел та ін.
Ця монументальна праця поєднувала в собі інформацію з історії та географії, астрономії та природничих наук, а також культурні, політичні та побутові відомості. На її підготовку пішло близько 20 років. Після смерті Мюнстера в 1552 р. його «Космографію» продовжували доповнювати і перевидавати Генріх Петрі та його син Себастьян до 1628 р. «Космографію» видавали з 1544 р. по 1650 р. (46 перевидань шістьма мовами — 27 німецькою, 8 латинською, 4 англійською, 3 італійською, 3 французькою, 1 чеською). З моменту свого першого випуску до смерті Мюнстера «Космографія» розтовстіла з 649 до 1162 сторінок, а потім до більш ніж 1750.
«Cosmographia» містила карти на яких показані українські землі: «EUROPE. Münster, S., Europa dasein drittheil der Erden, nach gelegenheit unsern zeiten (on verso, within wide woodcut figurative border): Neüw Europa. Es hat Ptolemeus nit sunderlichen Europa[m] beschriben… Basel (Henricpetrina)» (Europa regina), «POLONIA ET VNGARIA XV NOVA TABVLA», «TABULA EVROPAE VIII», «VON DEM KÖNIGREICH POLAND Das In Sarmatia auch begriffen wirt sampt andern laendern diesem königreich zügehörig», «REGNI POLONICI…», «Typus cosmographicus universalis» та ін.

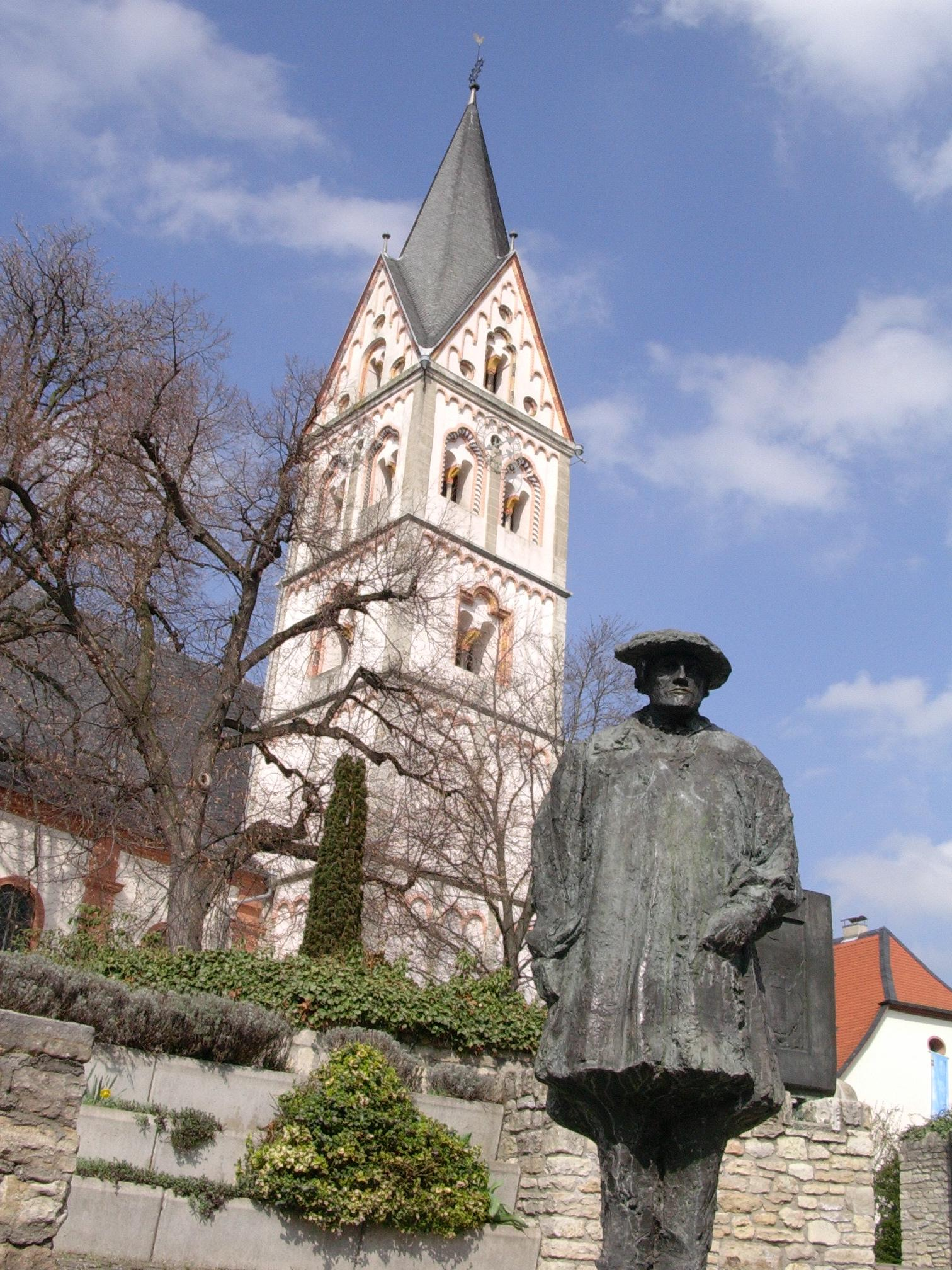
Statue of Sebastian Münster in front of St. Remigius Church, Ingelheim
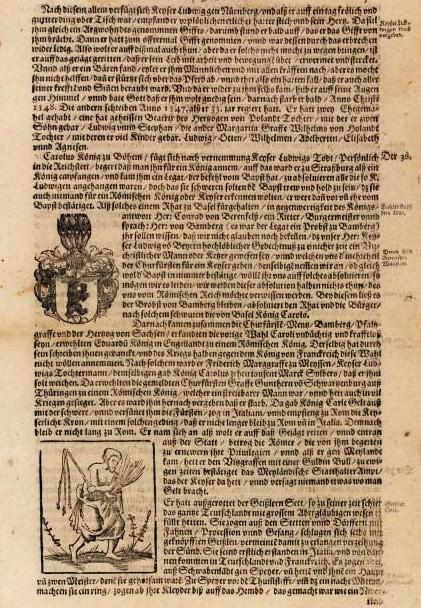
Сторінка з "Космографії".
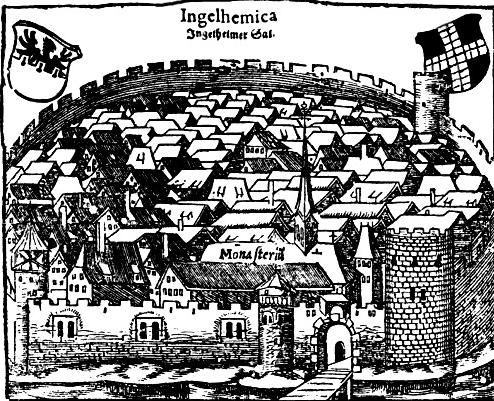
his home town Ingelheim in Cosmographia
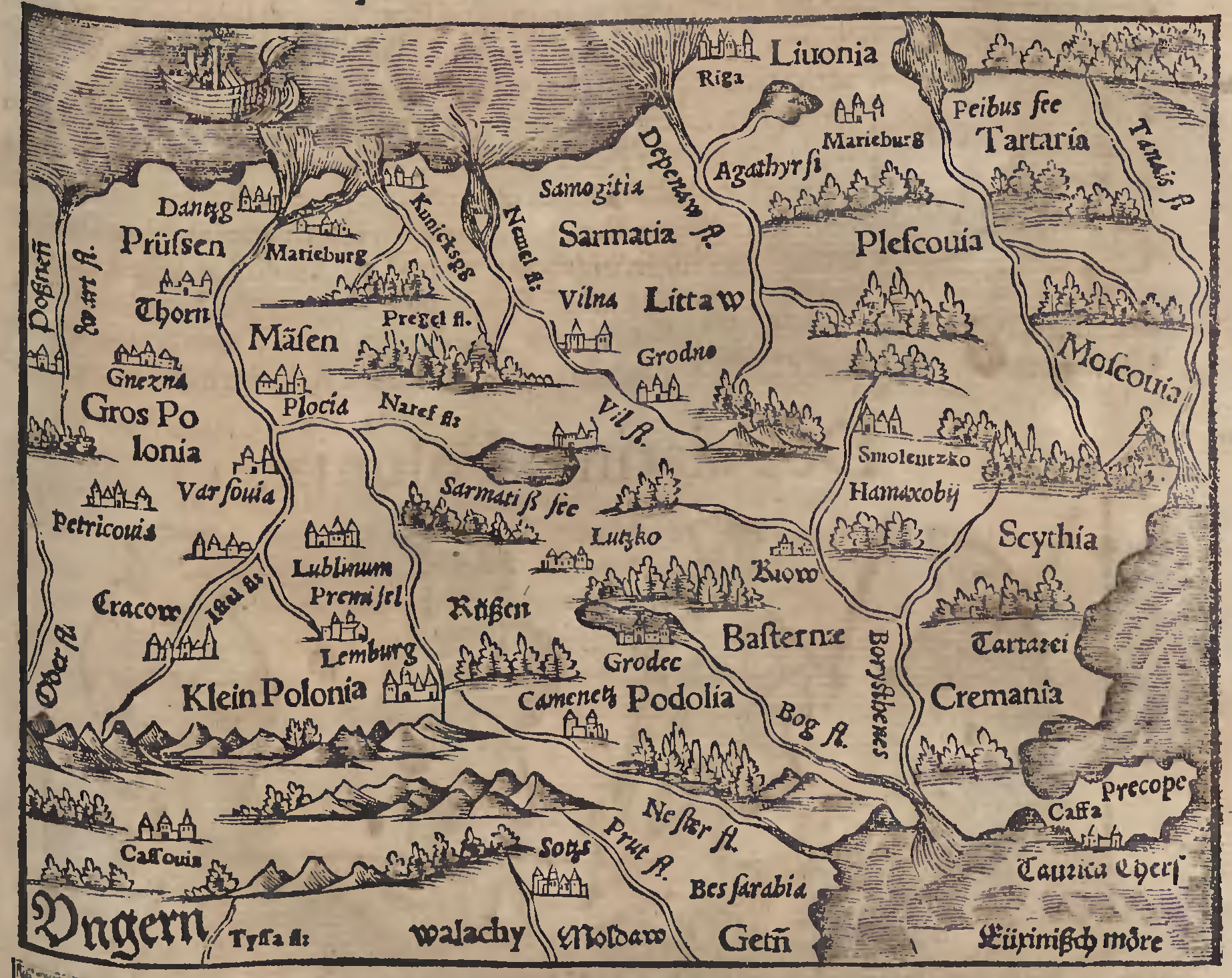
Карта Східної Європи
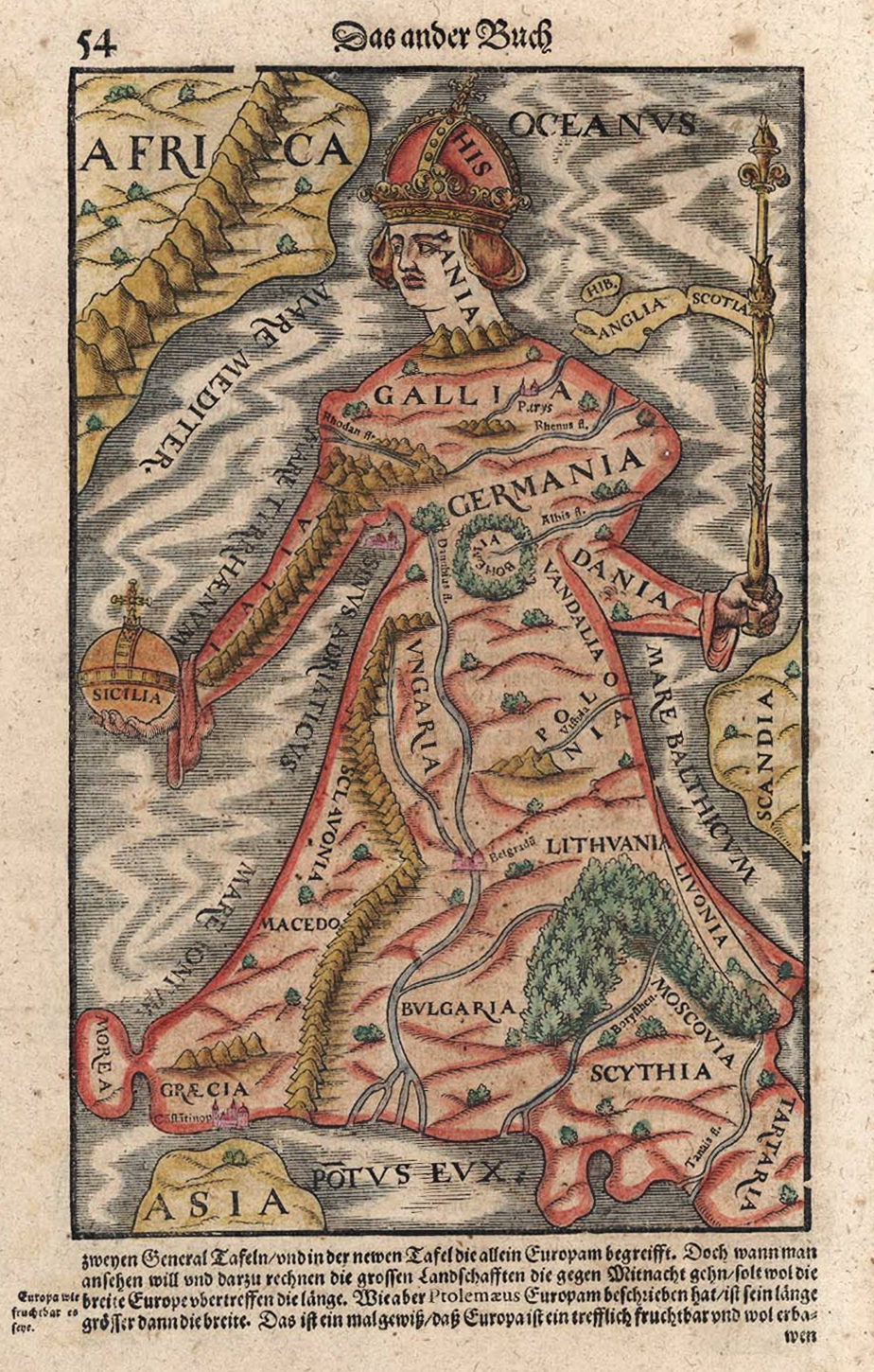
Europa regina

## Інтернет-ресурси
- Artikel in der TRE [Архівовано 4 жовтня 2016 у Wayback Machine.]
- Lateinische Werke im Internet [Архівовано 10 січня 2014 у Wayback Machine.]
- Wer war Sebastian Münster? — Umfangreiche Dokumentensammlung des Sebastian-Münster-Gymnasiums in Ingelheim.
- Sebastian Münster, La Cosmographie universelle online excerpts [Архівовано 10 січня 2014 у Wayback Machine.]

- Див. Себастьян Мюнстер
- Див. Космографія Мюнстера